# Xian autonome mandchou de Huanren
Le xian autonome mandchou de Huanren (桓仁满族自治县 ; pinyin : Huánrén mǎnzú Zìzhìxiàn) est un district administratif de la province du Liaoning en Chine. Il est placé sous la juridiction de la ville-préfecture de Benxi. Il a été fondé en 1877 puis réorganisé en tant que xian autonome en 1989.
A 8 km au nord du centre-ville, l'ex-ville de montagne de Wunu a été le berceau du royaume de Goguryeo, un des Trois Royaumes de Corée. Ces restes ont été classés au patrimoine mondial de l'UNESCO au sein des « capitales et tombes de l'ancien royaume de Koguryo ».

## Démographie
La population du district était de 303 123 habitants en 1999. Les petites villes de Huanren (桓仁镇), Gucheng (古城镇), Erpengdianzi (二棚甸子镇), Shajianzi (沙尖子镇), Wulidianzi (五里甸子镇), Hualai (华来镇), Muyuzi (木盂子镇), Balidianzi (八里甸子镇) et Pulebao (普乐堡朝鲜族镇) sont aussi sous sa juridiction. La population est constituée essentiellement de Mandchous et de Hans avec quelques Huis et Coréens.

## Climat
| Mois                                | jan.  | fév.  | mars | avril | mai  | juin  | jui. | août | sep. | oct. | nov. | déc.  | année |
| ----------------------------------- | ----- | ----- | ---- | ----- | ---- | ----- | ---- | ---- | ---- | ---- | ---- | ----- | ----- |
| Température minimale moyenne (°C)   | −18,3 | −14,2 | −5,4 | 2,5   | 8,9  | 14,7  | 19   | 17,9 | 10,2 | 2,5  | −5,2 | −13,8 | 1,6   |
| Température maximale moyenne (°C)   | −5,7  | −1,5  | 6    | 15,6  | 21,7 | 26,6  | 27,7 | 27,5 | 22,2 | 15,2 | 5,1  | −2,9  | 13,1  |
| Précipitations (mm)                 | 6,3   | 7,3   | 12,8 | 40,6  | 62,5 | 111,5 | 210  | 210  | 76,2 | 44,4 | 24   | 8,9   | 814,5 |
| Nombre de jours avec précipitations | 4,7   | 4,6   | 5,7  | 9,2   | 11,7 | 13,1  | 16   | 13,5 | 10,1 | 7,7  | 7,2  | 5,5   | 109   |